# 達洛航空
达洛航空是一家总部位于阿拉伯联合酋长国迪拜迪拜国际机场自由区的索马里航空公司。 该公司主要运营非洲之角和中东地区的定期航班。 目前被禁止在欧盟领空运营。

## 发展历史
达洛航空由穆罕默德·易卜拉欣·亚辛·奥拉德于1991年在吉布提创立，同年3月20日开始运营。
2010年3月，公司暂停所有航班运营，同年晚些时候恢复。
2015年2月，达洛航空与朱巴航空合并，成立新的控股公司非洲航空联盟（保留独立品牌）。

## 航线网络
截至2025年4月，达洛航空运营以下定期航线：

## 机队概况

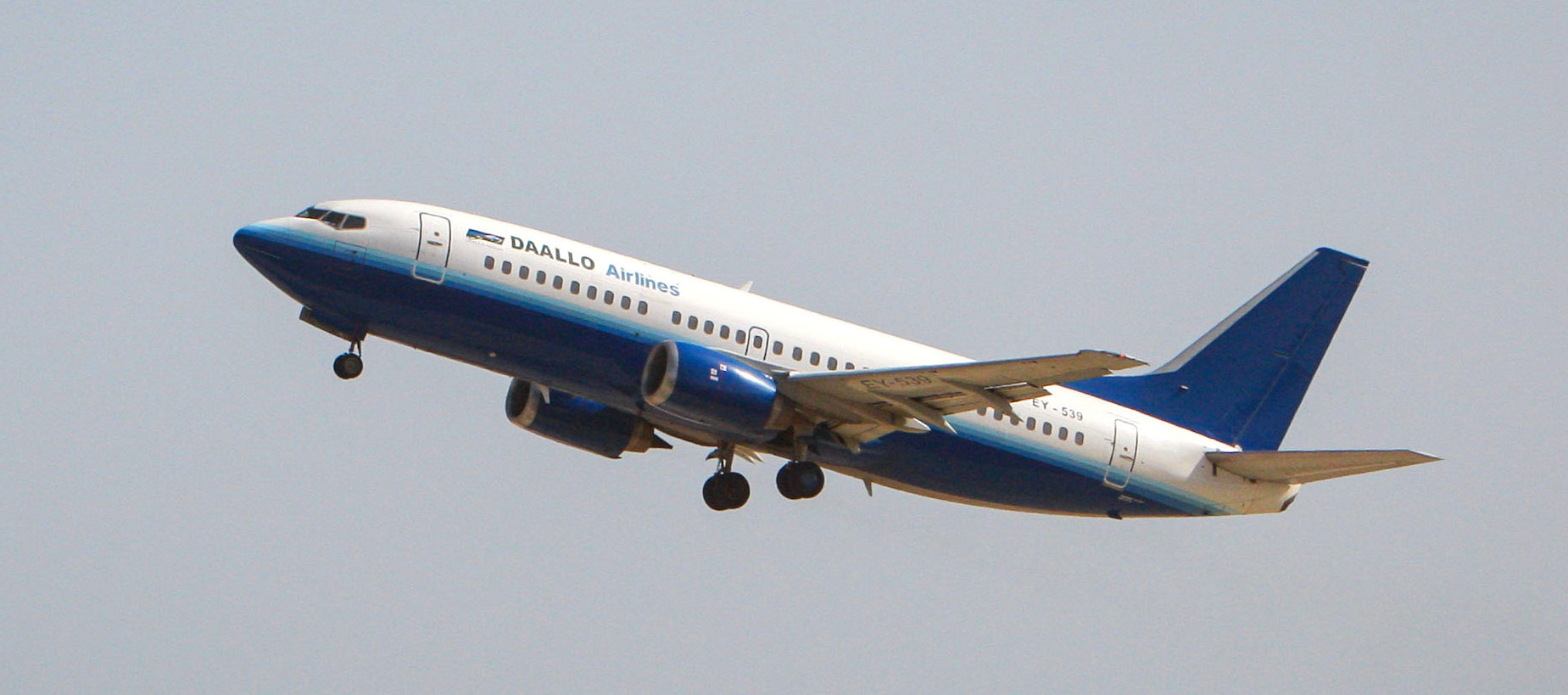
达洛航空波音737-300

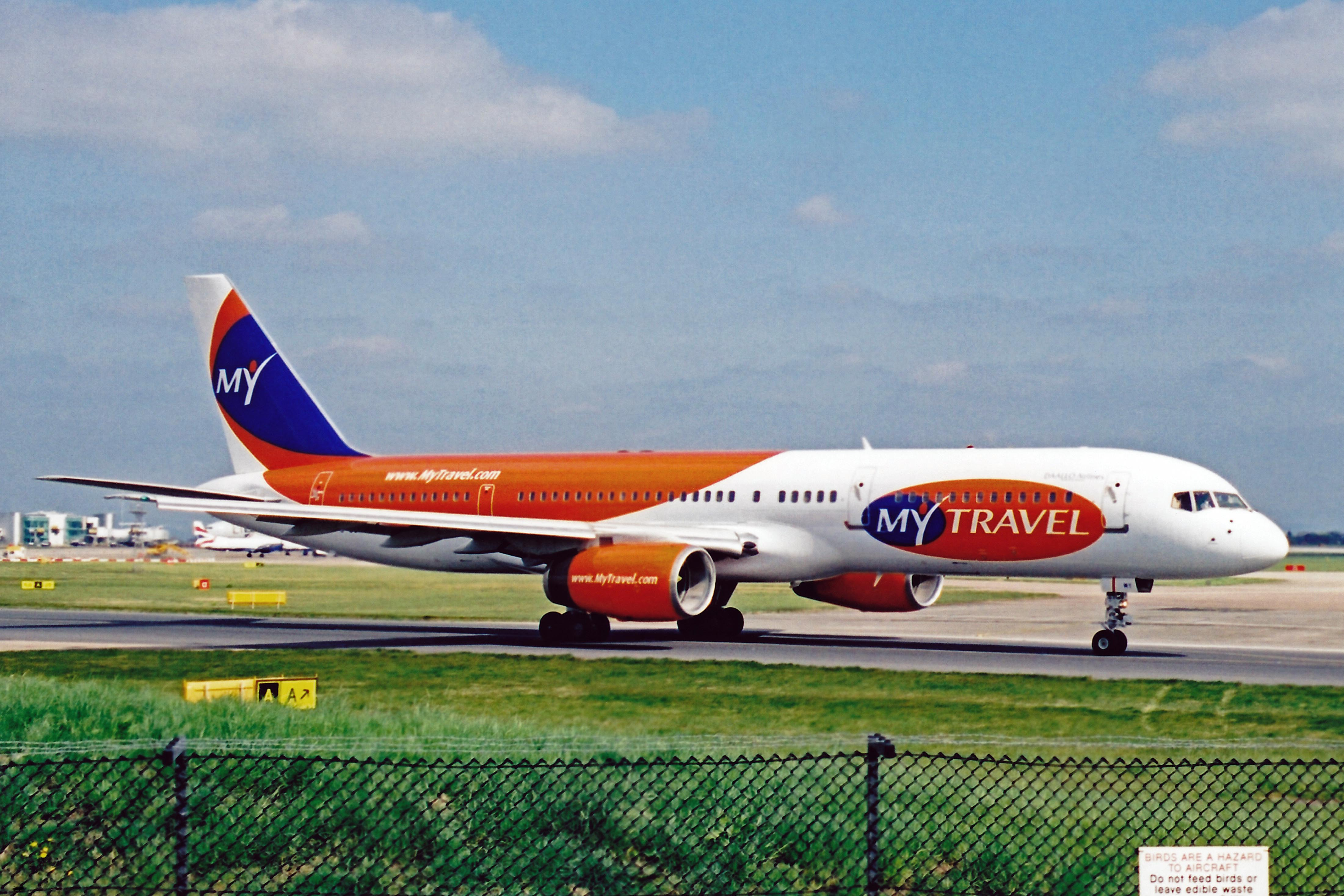
达洛航空曾执飞，现由MyTravel Airways执飞的波音757-200

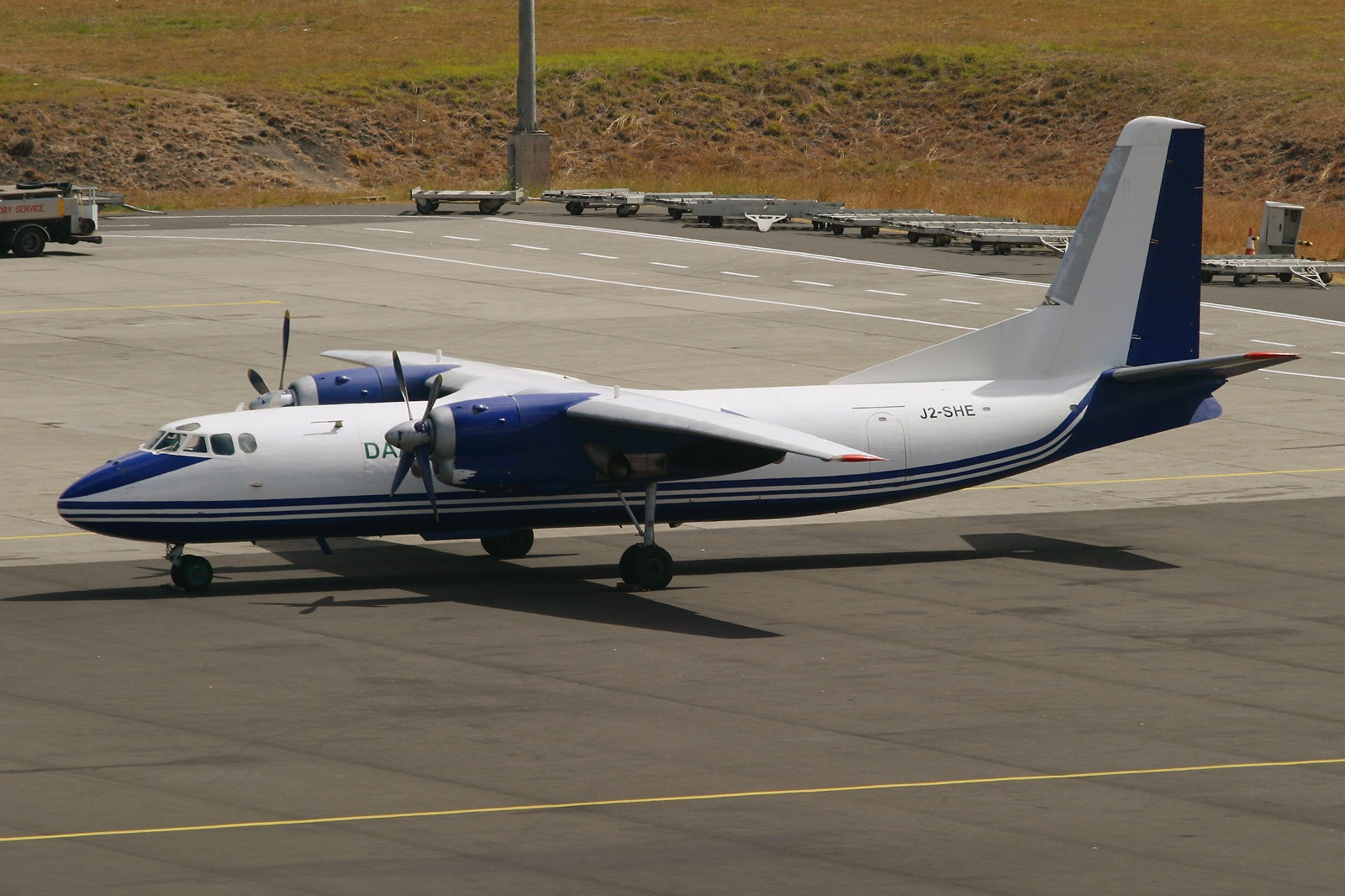
达洛航空曾执飞的安-24货机

### 现役机队
截至2025年6月，达洛航空机队组成如下：
| 机型              | 数量 | 订单 | 载客量 |
| ----------------- | ---- | ---- | ------ |
| 波音737-300       | 1    | —    | 142    |
| 波音737-400       | 2    | —    | 146    |
| 庞巴迪Dash 8 Q400 | 1    | —    | 76     |
| 总计              | 4    | —    | —      |

2023年初有报道称，达洛航空有意引进波音737-800和庞巴迪Dash 8-300扩充机队。

### 历史机型
达洛航空曾运营过以下多种自有或租赁机型：
- 安-12[15]
- 安-24[16]
- 伊尔-18[16]
- 伊尔-76[15]
- 波音727-200[16]
- 波音757-200[16]
- 波音767[16]
- Let L-410 Turbolet[16]
- 图-154[16]